# Repeat Offender
Repeat Offender (englisch für ‚Wiederholungstäter‘) ist das zweite Studioalbum des US-amerikanischen Musikers Richard Marx, das im Juli 1989 erschien.

## Entstehung und Veröffentlichung
Die Erstveröffentlichung von Repeat Offender erfolgte am 2. Mai 1989 bei EMI Records. Das Album erschien in seiner Originalausführung als CD (Katalognummer: CDP-590380) und LP (Katalognummer: E1-90380) mit elf beziehungsweise zehn Titeln. Auf der LP-Ausführung entfiel das Lied That Was Lulu. In Japan erschien eine CD-Ausführung mit dem Bonustitel Wild Life.
Nach den vierzehn Monaten der Aufnahmesessions an seinem ersten Album, schrieb Richard Marx 1988 eine Reihe von Liedern für das zweite Album. Den Schlussstein der Aufnahmen für Repeat Offender legte er mit der Singleauskopplung Right Here Waiting.
Geschrieben und produziert wurden die Lieder vom Interpreten selbst. Der Schreibprozess erfolgte überwiegend alleine von Marx, bei den Liedern If You Don’t Want My Love und Too Late To Say Goodbye stand ihm Koautor Fee Waybill zur Seite, bei Heart on the Line Bruce Gaitsch sowie Dean Pitchford bei That Was Lulu. Bei der Produktion aller Lieder erhielt Marx Unterstützung durch David Cole.

## Titelliste
1. Nothin’ You Can Do About It
2. Satisfied
3. Angelia
4. Too Late to Say Goodbye
5. Right Here Waiting
6. Heart on the Line
7. Real World
8. If You Don’t Want My Love
9. That Was Lulu
10. Wait for the Sunrise
11. Children of the Night
12. Wild Life (japanischer Bonustitel)

## Mitwirkende
Albumproduktion
- Gesang: Richard Marx
- Begleitgesang: Bobby Kimball, Cynthia Rhodes, Larry Gatlin, Bill Champlin, Fee Waybill, Tommy Funderburk, Steve Gatlin, Rudy Gatlin, Terry Williams, Ruth Marx, Shelley Cole, Don Shelton, Gene Miller, Kevin Cronin
- Schlagzeug: Prairie Prince, Mike Baird, John Keane, John Robinson, Mike Derosier
- E-Bass: John Pierce, Randy Jackson, Jim Cliff
- Gitarre: Steve Lukather, Michael Landau, Jon Walmsley, Bruce Gaitsch, Paul Warren
- Klavier: Michael Omartian
- Hammond-Orgel: Bill Payne
- Tasteninstrument: C. J. Vanston, Bill Cuomo
- Perkussion: Paulinho da Costa
- Saxophon: Dave Koz, Tom Scott, Marc Russo, Larry Williams
- Trompete: Jerry Hey, Gary Grant
- Arrangeure: Richard Marx, Steve Lukather, Jeffery Vanston, Bruce Gaitsch
- Toningenieure: David Cole, Peter Doell
- Abmischung: David Cole

Visualisierung
- Design: DZN, The Design Group
- Fotograf: E.J. Camp

## Singleauskopplungen
| Jahr | Titel                   | Höchstplatzierung, Gesamtwochen, AuszeichnungChartplatzierungen (Jahr, Titel, , Platzierungen, Wochen, Auszeichnungen, Anmerkungen) | Höchstplatzierung, Gesamtwochen, AuszeichnungChartplatzierungen (Jahr, Titel, , Platzierungen, Wochen, Auszeichnungen, Anmerkungen) | Höchstplatzierung, Gesamtwochen, AuszeichnungChartplatzierungen (Jahr, Titel, , Platzierungen, Wochen, Auszeichnungen, Anmerkungen) | Höchstplatzierung, Gesamtwochen, AuszeichnungChartplatzierungen (Jahr, Titel, , Platzierungen, Wochen, Auszeichnungen, Anmerkungen) | Höchstplatzierung, Gesamtwochen, AuszeichnungChartplatzierungen (Jahr, Titel, , Platzierungen, Wochen, Auszeichnungen, Anmerkungen) | Anmerkungen                          |
| Jahr | Titel                   | DE | AT | CH | UK | US | Anmerkungen                          |
| ---- | ----------------------- | --- | --- | --- | --- | --- | ------------------------------------ |
| 1989 | Satisfied               | DE42 (12 Wo.)DE | — | — | UK52 (4 Wo.)UK | US1 (15 Wo.)US | Erstveröffentlichung: April 1989     |
| 1989 | Right Here Waiting      | DE12 (25 Wo.)DE | AT19 (8 Wo.)AT | CH6 (18 Wo.)CH | UK2 Gold · (10 Wo.)UK | US1 Platin · (21 Wo.)US | Erstveröffentlichung: Juni 1989      |
| 1989 | Angelia                 | DE23 (19 Wo.)DE | — | CH9 (12 Wo.)CH | UK45 (4 Wo.)UK | US4 (17 Wo.)US | Erstveröffentlichung: September 1989 |
| 1990 | Too Late to Say Goodbye | DE53 (10 Wo.)DE | — | — | UK38 (3 Wo.)UK | US12 (13 Wo.)US | Erstveröffentlichung: Januar 1990    |
| 1990 | Children of the Night   | DE58 (9 Wo.)DE | — | — | UK54 (2 Wo.)UK | US13 (15 Wo.)US | Erstveröffentlichung: 1990           |

## Kommerzieller Erfolg

### Chartplatzierungen
| ChartsChartplatzierungen       | Höchstplatzierung | Wochen/ Monate |
| ------------------------------ | ----------------- | -------------- |
| Deutschland (GfK)              | 9 (60 Wo.)        | 60 Wo.         |
| Österreich (Ö3)                | 27 (0,5 Mt.)      | 0,5 Mt.        |
| Schweiz (IFPI)                 | 7 (14 Wo.)        | 14 Wo.         |
| Vereinigte Staaten (Billboard) | 1 (66 Wo.)        | 66 Wo.         |
| Vereinigtes Königreich (OCC)   | 8 (12 Wo.)        | 12 Wo.         |

| ChartsJahrescharts (1989) | Platzierung |
| ------------------------- | ----------- |
| Deutschland (GfK)         | 71          |

### Auszeichnungen für Musikverkäufe
| Land/Region                  | Auszeichnungen für Musikverkäufe (Land/Region, Auszeichnung, Verkäufe) | Verkäufe  |
| ---------------------------- | ---------------------------------------------------------------------- | --------- |
| Australien (ARIA)            | 2× Platin                                                              | 140.000   |
| Chile (IFPI)                 | Gold                                                                   | 15.000    |
| Dänemark (IFPI)              | Gold                                                                   | 50.000    |
| Deutschland (BVMI)           | Gold                                                                   | 250.000   |
| Hongkong (IFPI/HKRIA)        | Platin                                                                 | 20.000    |
| Indonesien (ASIRI)           | Platin                                                                 | 50.000    |
| Japan (RIAJ)                 | Gold                                                                   | 100.000   |
| Kanada (MC)                  | 6× Platin                                                              | 600.000   |
| Malaysia (RIM)               | 3× Platin                                                              | 150.000   |
| Mexiko (AMPROFON)            | Gold                                                                   | 100.000   |
| Neuseeland (RMNZ)            | 2× Platin                                                              | 30.000    |
| Philippinen (PARI)           | Gold                                                                   | 30.000    |
| Schweden (IFPI)              | Gold                                                                   | 50.000    |
| Schweiz (IFPI)               | Gold                                                                   | 25.000    |
| Singapur (RIAS)              | 3× Platin                                                              | 45.000    |
| Südafrika (RISA)             | Gold                                                                   | 25.000    |
| Südkorea (KMCA)              | Platin                                                                 | 30.000    |
| Taiwan (RIT)                 | Platin                                                                 | 50.000    |
| Vereinigte Staaten (RIAA)    | 4× Platin                                                              | 4.000.000 |
| Vereinigtes Königreich (BPI) | Gold                                                                   | 100.000   |
| Insgesamt                    | 10× Gold · 24× Platin ·                                                | 5.860.000 |